# John Williams Wilson
John Williams Wilson, también conocido como Juan Guillermos (Bristol, Inglaterra, 1798-Valparaíso, Chile, 14 de septiembre de 1857), fue un marino británico que llegó a Chile en 1818 como marinero del bergantín Lucy comprado por el Gobierno de Chile y rebautizado como Galvarino.
En 1824 ingresó a la Armada de Chile con el grado de teniente de marina. En 1835 obtuvo la ciudadanía chilena. Fue jefe de la expedición que el gobierno de Chile envió al estrecho de Magallanes y que el 21 de septiembre de 1843 tomó posesión de esa vía de comunicación.
En su honor, se fundó el poblado de Puerto Williams, que lleva su apellido como homenaje.
Fue padre del vicealmirante Juan Williams Rebolledo, quien fue comandante de la escuadra chilena durante la Guerra del Pacífico.

## Juventud en Inglaterra
Williams nació en Bristol, Inglaterra, en 1798. Desde muy niño escogió la carrera naval, embarcándose junto a su padre en veleros que navegaban en los mares de Gran Bretaña.
En octubre de 1817 la Marina Real Británica decidió enajenar su bergantín de la clase Cruizer HMS Hecate, nave de 18 cañones que fue adquirida por un particular quien la rebautizó como “Lucy”, en esta nave se embarcó como marinero el joven Williams.

## Traslado a Chile
El bergantín “Lucy” navegó hasta Buenos Aires puerto en que fue adquirido por el gobierno de Chile y rebautizado como “Galvarino”, llegó a Valparaíso el 14 de octubre de 1818 bajo el mando de Juan Stook Spry, oficial de la armada británica en retiro y con más de 100 marinos británicos, oficiales y marineros que tenían experiencia en la navegación a vela los cuales entraron al servicio naval chileno, entre ellos llegó al país John Williams Wilson.

## Carrera naval
Williams estuvo embarcado en el bergantín “Galvarino”, la fragata “Lautaro” y otras naves participando en acciones como la toma de Valdivia en 1820 y en la Expedición Libertadora del Perú ese mismo año.
En 1824, ya con el grado de teniente de marina y con el nombre de Juan Guillermos, nombre que empleó hasta su muerte, estuvo embarcado en la fragata “María Isabel”. En 1826 participó en la expedición de conquista de la isla de Chiloé, último baluarte que España mantenía en Chile y se quedó en San Carlos de Chiloé (hoy Ancud). En mayo del mismo año los soldados del batallón n.° 4 se rebelaron y declararon la independencia del archipiélago con el fin de restablecer en el poder a Bernardo O'Higgins. Cuando la expedición destinada a someterlos llegó a San Carlos, Williams se puso a las órdenes del gobernador depuesto, y colaboró con sus hombres y una lancha cañonera en la restauración del gobierno.
En 1827 contrajo matrimonio con Micaela Rebolledo con quien tuvo tres hijos (Juan Williams Rebolledo), los que tomaron finalmente el apellido original del padre. 
En 1830 con el grado de capitán de corbeta asumió la capitanía de puerto de San Carlos de Chiloé (actual Ancud). Estando en ese puesto participó en la sublevación del general Ramón Freire contra el gobierno del general Joaquín Prieto siendo separado transitoriamente del servicio. 
Con fecha 22 de agosto de 1835 obtuvo la ciudadanía chilena. Beneficiado por una amnistía, en 1838 fue reincorporado a la Armada por lo que participó en la segunda campaña de la Guerra contra la Confederación Perú-Boliviana. En 1839 con el grado de capitán de fragata fue designado nuevamente capitán de puerto de San Carlos de Ancud.
En 1842 el intendente de Chiloé don Domingo Espiñeira le encomendó la construcción de una goleta en San Carlos. Terminada su construcción debería zarpar en un viaje de exploración al estrecho de Magallanes, tomar posesión del lugar y construir un fuerte donde dejar un contingente de soldados que transportaría.

### Construcción de la goleta Ancud
En cumplimiento de las instrucciones recibidas del intendente Espiñeira y con la ayuda y cooperación de Bernardo Philippi, naturalista prusiano contratado por el Intendente para que se embarcara en la expedición, Guillermos en pocos meses, construyó una goleta de 27 toneladas, bautizada “Ancud”,  la que en mayo de 1843 estuvo lista para iniciar la comisión.

### Expedición y toma de posesión del estrecho de Magallanes
El 22 de mayo de 1843, Guillermos zarpó de San Carlos de Chiloé al mando de la “Ancud”, eran 22 tripulantes, los que en Curaco de Vélez aumentaron a 23. Luego de un accidentado viaje, en que tuvo que enviar a Philippi en un bote de vuelta a Chiloé para reparar el timón de la nave, averiado por el mal tiempo al tratar de cruzar el golfo de Penas, luego de 4 meses llegó a su destino en el estrecho de Magallanes.
Guillermos fondeó en puerto del Hambre el 21 de septiembre de 1843 y ese mismo día en punta Santa Ana, en una sencilla pero emocionante ceremonia, procedió a izar el pabellón de Chile saludándolo con salvas de 21 cañonazos y levantando el Acta de la toma de posesión del estrecho de Magallanes y territorios adyacentes a nombre del Gobierno de la República de Chile.

### Fuerte Bulnes
Luego de explorar la ribera occidental del Estrecho buscando el lugar más apropiado para levantar un fuerte, Guillermos decidió hacerlo en la misma punta Santa Ana. La construcción, bajo la dirección de Philippi, comenzó el 13 de octubre y el 30 del mismo mes, una vez que estuvo terminada la planta baja, fue bautizado como Fuerte Bulnes.  Continuaron los trabajos y el 11 de noviembre de 1843 el fuerte fue entregado oficialmente a su comandante el teniente Manuel González Idalgo.

## Legado
Juan Guillermos legó a Chile, su patria adoptiva, la incorporación a su jurisdicción de una importante región geográfica de indudable importancia geopolítica. Lo anterior lo realizó en forma oportuna y eficiente gracias a sus sobresalientes condiciones profesionales y personales.
La isla Juan Guillermos del Archipiélago Reina Adelaida es nombrada en honor a él.